# Alchemilla venosa
Alchemilla venosa é uma espécie de rosácea do gênero Alchemilla, pertencente à família Rosaceae.